# Tagachang Beach
Tagachang Beach är en strand i Guam (USA).
Den ligger i kommunen Yona, i den östra delen av Guam, 9 km söder om huvudstaden Hagåtña.